# Paolo Catena
Paolo Catena (latino: Paulus Catena; ... – 362) fu un notabile imperiale romano passato alla storia per i metodi duri usati in Britannia, dove fu mandato nel 353 dall'imperatore Costanzo II per tenere sotto controllo gli elementi sovversivi legati all'usurpatore Magnenzio.
Per le sue azioni ricevette il soprannome di Catena, ma proprio i metodi da lui usati per prostrare la classe dirigente britannica sarebbero uno dei motivi che portarono nell'arco di alcuni decenni alla fine del dominio romano nell'isola. Fu poi mandato in Egitto, dove si comportò con altrettanta durezza. In seguito fu condannato ad essere bruciato vivo per i suoi crimini dall'imperatore Giuliano attorno al 362.